# دباتيك كوري
دباتيك كوري (بالألبانية: Debatik Curri‏) (28 ديسمبر 1984 كوسوفو - ) هو لاعب كرة قدم ألباني، يلعب كمدافع.

## روابط خارجية
- دباتيك كوري على موقع الاتحاد الدولي (مؤرشف)  (الإنجليزية)
- دباتيك كوري على موقع الاتحاد الأوربي (الإنجليزية)
- دباتيك كوري على موقع اتحاد تركيا (لاعب) (الإنجليزية)
- دباتيك كوري على موقع اتحاد أوكرانيا (الإنجليزية)
- دباتيك كوري على موقع قاعدة بيانات كرة القدم.إي يو (الإنجليزية)
- دباتيك كوري على موقع ناشيونال فوتبول تيمز (الإنجليزية)
- دباتيك كوري على موقع Soccerway.com (الإنجليزية)
- دباتيك كوري على موقع عالم كرة القدم.نت (الإنجليزية)